# Michalis Sifakis
Michalis Sifakis, (Μιχάλης Σηφάκης) född 9 september 1984 i Heraklion, Grekland, är en grekisk före detta fotbollsspelare. Sifakis spelade under sin karriär för Greklands fotbollslandslag.